# Raymond Huard
Pour les articles homonymes, voir Huard.
Raymond Huard, né le 15 janvier 1933 à Versailles, est un historien français.

## Biographie
Ancien élève de l'École normale supérieure de Saint-Cloud (promotion 1953), agrégé d'histoire (1956), Raymond Huard soutient sa thèse en 1977 à l'université Paris IV sur le sujet du parti républicain dans le Gard de 1848 à 1881, et réalisée sous la direction de Louis Girard. Spécialiste de la vie politique en France aux XIXe et XXe siècles, il travaille sur les élections et les partis politiques.
Après avoir enseigné au lycée Alphonse-Daudet, il est professeur d'histoire contemporaine à l'université Paul Valéry Montpellier III.
Il est élu correspondant de l'Académie de Nîmes en 1996.
Il est membre du Parti communiste français (PCF). En mai 1958, il signe une lettre aux députés du Gard appelant à des négociations de paix en Algérie. En 1962, il reçoit des menaces de mort de la part d'activistes de l'Organisation de l'armée secrète.
En 2006, il fonde, avec Jean-Paul Boré, Jean Matouk et Claude Mazauric, le cercle nîmois de réflexion critique.
En 1980, il fait partie des fondateurs de la Société d'histoire moderne et contemporaine de Nîmes et du Gard, qu'il préside de 1980 à 1981, puis de 1992 à 1993, et enfin de 1999 à 2000.

## Publications
- Essai sur les premières démarches de la pensée philosophique de Paul Langevin, 1963.
- Avec Claire Torreilles : Du protestantisme au socialisme : un quarante-huitard occitan, écrits et pamphlets de Pierre Germain Encontre, Toulouse, Privat, 1982
- La préhistoire des partis. Le mouvement républicain en Bas-Languedoc, 1848-1881, Presses de la FNSP, 1982
- Dir., Histoire de Nîmes, Aix-en-Provence, Edisud, 1982  (ISBN 2-85744-134-7).
- Le suffrage universel en France (1848-1946), Paris, Aubier, 1991
- La naissance du parti politique en France, Presses de Sciences Po, 1996
- L'affirmation du suffrage universel masculin, l'invention de la démocratie, Seuil, 2002
- Dir., Le Gard : de la préhistoire à nos jours, Saint-Jean-d'Angély, Bordessoules, 2003  (ISBN 2-903504-40-7).
- L'élection du président au suffrage universel dans le monde, La Dispute, 2003
- La conquête républicaine dans le Gard, Les moments, les idées, les hommes (1830-1880) , Uzès, Ed. Inclinaison, 2008
- Jeanne Galzy romancière ou la surprise de vivre, Uzès, Ed. Inclinaison, 2009
- À l’arrière du front, le Gard, un département mobilisé (1914-1919), Uzès, Éd. Inclinaison, 2011
- Eloy-Vincent Peintre, journaliste et écrivain, Montpellier 1868 - Nîmes 1945, Brignon, Éditions de la Fenestrelle, 2019.
- L'unité socialiste en 1905. Quelle signification à l'époque ? Quelle interprétation aujourd'hui ?, Fondation Gabriel Péri, 2006.
- Naissance du communisme gardois (1914-1926) (préf. Vincent Bouget), Nîmes, fédération gardoise du PCF, 2020.